# Nzembi
 (juin 2019).
Nzembi est une figure complexe de la cosmogonie des Nzebi, il est le principe créateur de toutes choses. Sous l'influence chrétienne, il est assimilé au Dieu des chrétiens monothéistes.